# نائو تویاما
نائو تویاما (انگلیسی: Nao Tōyama; ۱۱ مارس ۱۹۹۲ – ) خواننده و صداپیشه اهل ژاپن است. وی از سال ۲۰۱۰ میلادی تاکنون مشغول فعالیت بوده‌است. از جمله کارهای او می‌توان به بانی گرل سنپای، گابلین کش و کلاس درس نخبگان اشاره کرد.
حرفه خوانندگی او با آهنگ‌هایی که برای انیمه  The World God Only Knows تحت عنوان کاراکتر Kanon Nakagawa خواند آغاز شد و پس از آن در سال ۲۰۱۷ با نام خود شروع به خوانندگی کرد.